# A Millenniumi Földalatti Vasút lejárócsarnokai
A Millenniumi Földalatti Vasút lejárócsarnokai budapesti közlekedési segédépületek (15 épület) voltak, amely az 1896-ban megnyitott Millenniumi Földalatti Vasút (ma M1-es metróvonal) kiszolgálására épültek. Az 1910-es és 1920-as években „indokolatlanul díszes” stílusuk miatt elbontották őket.

## Történetük
A budapesti Millenniumi Földalatti Vasút egyike volt Európa első metróinak. (Csak a londoni metró épült hamarább, 1863-ban.) A korszak díszítő építészeti elvárásainak megfelelően a metrószerelvényeket és magukat a föld alatti állomásokat is igényesen alakították ki. (A régi szerelvények 1973-ig voltak forgalomban, az állomások pedig napjainkban is eredeti állapotukban tekinthetők meg, kivéve a később épült Széchenyi fürdő és Mexikói út állomás, illetve az áthelyezett Deák téri állomás.)
Az utcaszinten díszes, szecessziós stílusú lejárócsarnokokat is építettek a földalatti számára, minden állomásra kettő-kettőt (az Andrássy út két oldalára), ez alól csak az Opera metróállomás volt kivétel (ott mindössze csak egyszerű kőkorlát vette körül a lejárót), illetve a Deák téri állomáson egyetlen nagyobb, kupolás várócsarnok épült. A Gizella téri (ma Vörösmarty tér) két lejárócsarnokot a Vörösmarty-emlékmű építésekor bontották le 1911–12-ben, a többit 1924-ben. Akkoriban úgy gondolták, hogy ezek a kis építmények nem illenek a városképbe: túl díszesek, valamint korszerűtlenek is: akadályozzák a felszíni forgalmat.
A földalatti felszíni szakaszán nem épültek nagyobb várócsarnokok, az Állatkert és a Széchenyi fürdő (Artézi fürdő) megállóhelyeknél csak egyszerű fa és talán fém váróépületekről tudni. 1973-ban, amikor ezt a szakaszt is a felszín alá vitték, ezek a várók feleslegessé váltak, és valószínűleg még abban az évben ugyancsak elbontották.

## Tervezésük, kivitelezésük

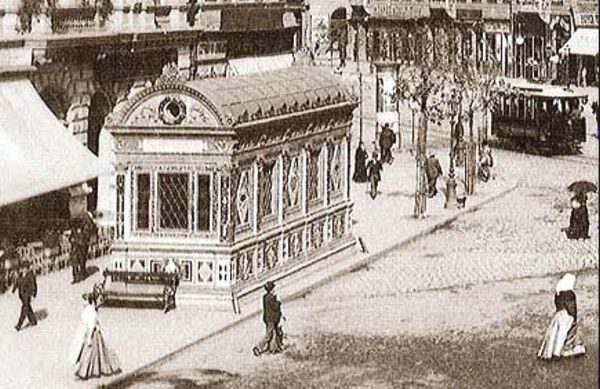
Lejárócsarnok az Oktogonon

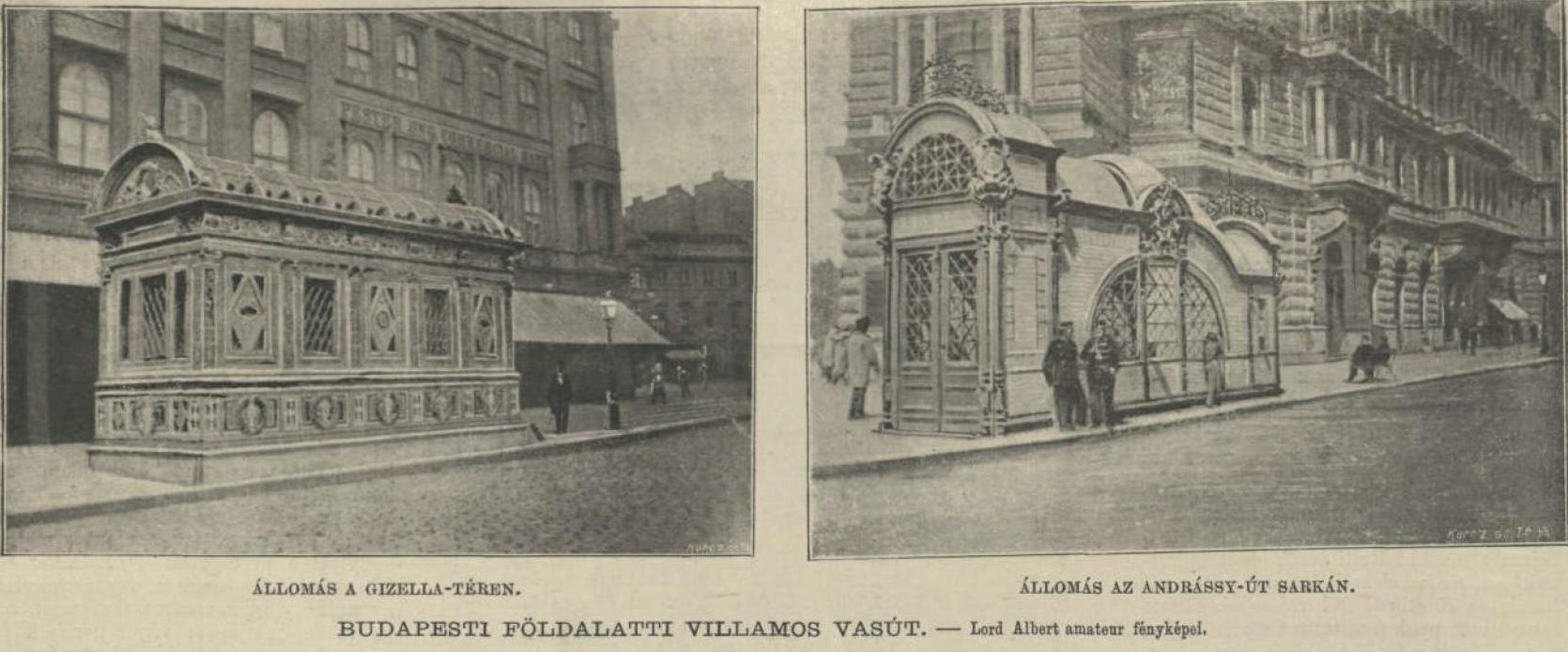
A Vörösmarty téri (Gizella téri) és a Bajcsy-Zsilinszky úti (Váczi körúti) állomások lejárócsarnokainak korabeli fényképe

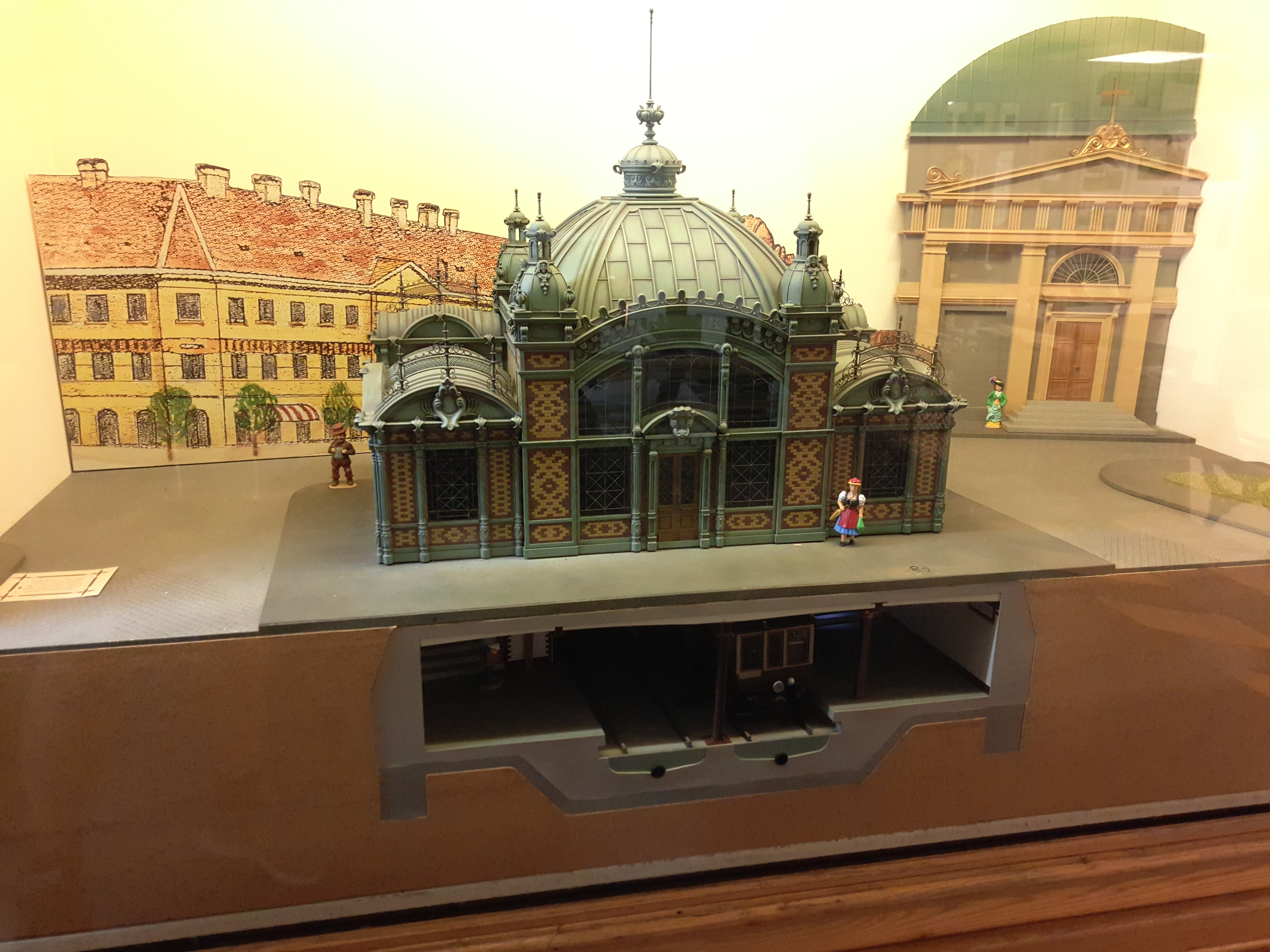
A Deák téri csarnok makettje (Földalatti Vasúti Múzeum)

Az állomások megközelítéséhez a korabeli elképzelések szerint mindenképpen fedett lejárókat képzeltek el, hogy az utazóközönség védve legyen az időjárás viszontagságaitól. Olyan ötlet is felmerült, hogy a lejárók ne közterületen épüljenek, hanem a környékbeli házakból lehessen lejutni az állomásokra. A lejárócsarnokokra pályázatot írtak ki, amelyben kiemelték a városképi szempontok figyelembevételét. Ez annyira fontos volt, hogy az Operaház, illetve a Drechsler-palota elé nem engedélyeztek semmilyen építményt. Az először beérkezett hét pályamű egyikét sem tartották megfelelőnek, végül két tervre adtak megbízást: Schickedanz Albert és Herzog Fülöp Ferenc tervezte a Gizella tér és az Oktogon lejárócsarnokait, míg a többit Brüggemann György. Kialakításuk ma már csak korabeli fényképekről és képeslapokról ismert, illetve a Deák téri csarnok makettje a Földalatti Vasúti Múzeumban tekinthető meg. (Ez utóbbi a többi állomástól eltérően, mindkét lejáratot befedő, a többinél lényegesen nagyobb csarnok volt.)
- A Schickedanz–Herczog tervezte lejárócsarnokok rendkívül díszesek voltak, vasvázak közé illesztett színes pirogránit téglákból álltak a falai, tetejüket is pirogránit fedte. Ezeket a Zsolnay-gyár készítette, akárcsak az állomások falait burkoló barna és fehér csempéket. Öt darab egyforma rácsos szerkezetű ablakon keresztül jutott be fény.
- A Brüggemann féle lejárók jóval szerényebb kialakításúak és valamivel kisebbek is voltak a Schickedanz–Herczog félénél. Falait világos majolikalemezek díszítették, a bádogból készült ferde teteje a lépcső vonalát követte. A két oldalán egy-egy félköríves nagyméretű ablakuk volt. (Lebontásukkor ezeket csúfolták „majolika kriptának”.)
- A Deák téri állomáshoz épült jóval nagyobb kupolás lejárócsarnokot is Brüggemann tervezte. A lejárók fölötti valamivel több mint öt és fél méter magas részeket egy középső nagyobb csarnokrész kötötte össze, amelynek bádogkupolája tizenegy és fél méter magas volt. Díszes öntöttvas oszlopokból és színes téglából épült falain nagyméretű ablakok voltak, a középső részen üzlethelyiségek kaptak helyet.[2][3]

## Lista
A forrásokból a következő megállapítások tehetőek az egyes csarnokokra vonatkozóan:
| Név                                             | Tervező                                   | Épületek száma | Méret                                                                                 | Elbontás ideje |
| ----------------------------------------------- | ----------------------------------------- | -------------- | ------------------------------------------------------------------------------------- | -------------- |
| Gizella téri (ma Vörösmarty téri) állomás       | Schickedanz Albert és Herzog Fülöp Ferenc | 2              | 24 m² – 24 m²                                                                         | 1911–12        |
| Oktogon téri (ma Oktogon) állomás               | Schickedanz Albert és Herzog Fülöp Ferenc | 2              | 24 m² – 24 m²                                                                         | 1924           |
| Váczi körúti (ma Bajcsy-Zsilinszky úti) állomás | Brüggemann György                         | 2              | 18 m² – 18 m²                                                                         | 1924           |
| Vörösmarty utcai állomás                        | Brüggemann György                         | 2              | 18 m² – 18 m²                                                                         | 1924           |
| Körönd (ma Kodály köröndi) állomás              | Brüggemann György                         | 2              | 18 m² – 18 m²                                                                         | 1924           |
| Bajza utcai állomás                             | Brüggemann György                         | 2              | 18 m² – 18 m²                                                                         | 1924           |
| Aréna úti (ma Hősök terei) állomás              | Brüggemann György                         | 2              | 18 m² – 18 m²                                                                         | 1924           |
| Deák téri állomás                               | Brüggemann György                         | 1              | 102 m², középen 11,5 m magas, két oldalt, a lejárók fölött valamivel több, mint 5,5 m | 1924           |